# 聖地牙哥德普普哈區
聖地牙哥德普普哈區（西班牙語：Distrito de Santiago de Pupuja），是秘魯的一個區，位於該國東南部普諾大區的阿桑加羅省，面積301.27平方公里，海拔高度3,860米，2005年人口6,640，人口密度每平方公里22人。